# روكا غريمالدا
روكا غريمالدا (بالإيطالية: Rocca Grimalda)‏ هي بلدية في مقاطعة ألساندريا في إقليم بييمونتي في إيطاليا.

## السكان
في سنة 1861 بلغ عدد السكان 2٬534 نسمة، وتطور العدد ليصل في سنة 2011 لـ 1٬495 نسمة.
يظهر هذا المخطط البياني تطور النمو السكاني لـ روكا غريمالدا